# Marko Bezroutchko
Marko Bezroutchko (en ukrainien : Безручко Марко Данилович) est un militaire ukrainien né à Tokmak en 1883 et mort en 1944 à Varsovie. Il fut l'un des personnages importants de l'Armée et de la République populaire ukrainienne.
En 1912 il rejoignait l'académie Nicolas de St-Petersbourg. Servait ensuite dans l'armée impériale russe avant de rejoindre l'Armée populaire ukrainienne. Il a commandé, en 1920, un régiment lors de l'Opération Kiev.

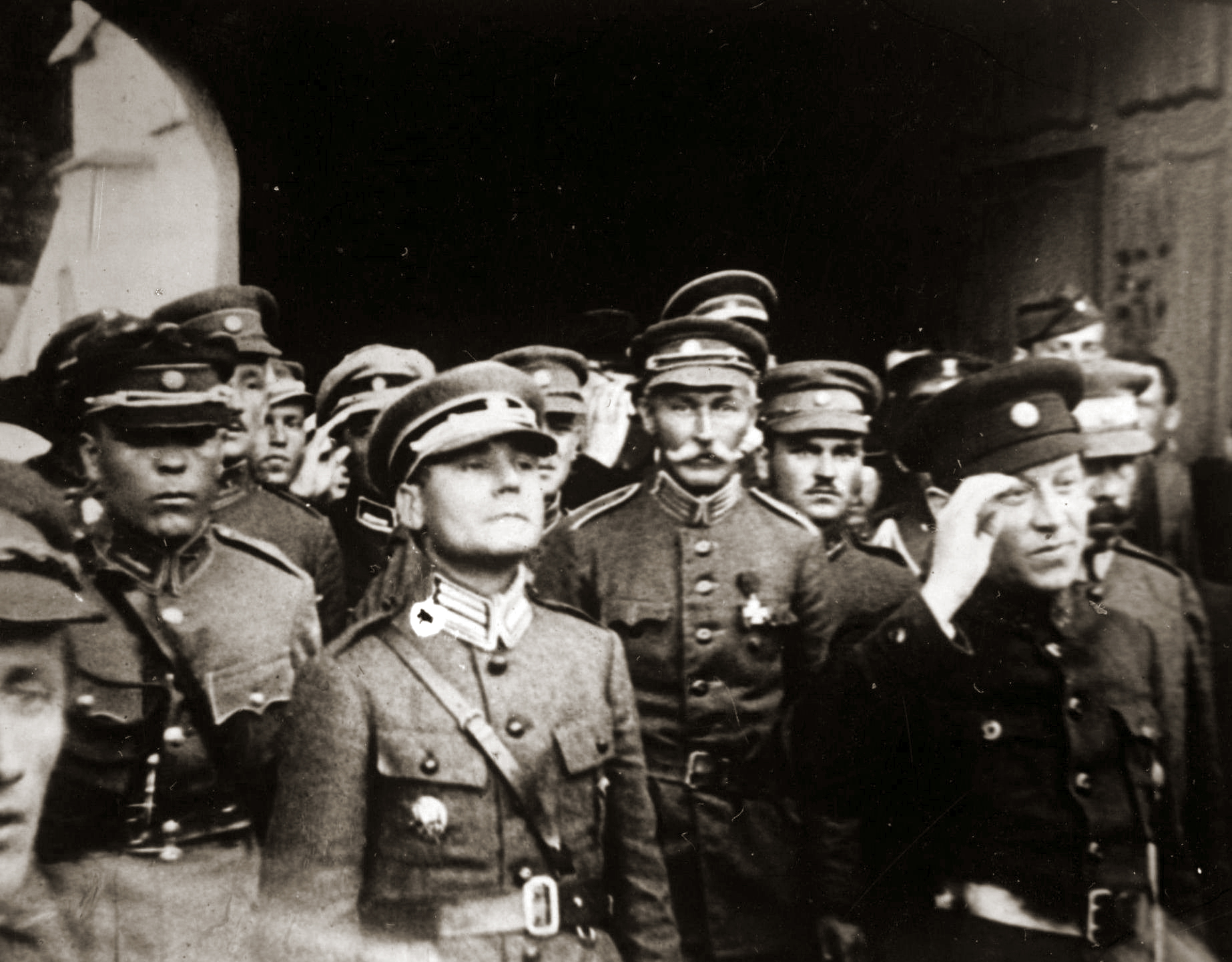
En 1920 à Kiev, menton haut au centre avec Symon Petlioura.
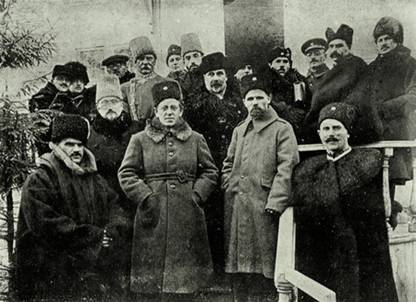
Gouvernement et commandement de l'armée de la RPU à Yaltouchkov, le 7 novembre 1920. De gauche à droite, 1er rang : Ivan Omelianovytch-Pavlenko, Symon Petlioura, Mikhaïlo Omelianovitch-Pavlenko, Gavrilo Bazilskyi, 2e : Andry Livytsky et Oleksandr Salikovskyi ; 3e : Yevhen Arkhipenko, ?, Oleksandr Oudovitchenko, Oleksii Galkin, Oleksandr Zagrodskyi, Pinkhas Krasnyi, Marko Bezroutchko, Andrii Doloud, Petro Lipko, Andriï Houly-Houlenko, Serhiï Timochenko.

Il fut ministre de la défense avant d'être remplace à ce poste par Viktor Pavlenko.
De 1921 à 1924 il faisait partie du commandement militaire en exil de l'Ukraine. Il s'est éteint en 1944 à Varsovie.

## Hommages
La 110e brigade mécanisée ukrainienne porte son nom.